# Urszula Czartoryska
Urszula Czartoryska (27. července 1934 Konarzewo – 7. srpna 1998 Varšava) byla polská historička umění, zabývající se především fotografií a současným uměním.

## Životopis
Vystudovala fakultu dějin umění na Katolické univerzitě v Lublinu. Během studia pracovala jako fejetonistka a recenzentka. Po ukončení studia pracovala v redakci varšavského časopisu Fotografia. V letech 1970-1996 vyučovala historii fotografie. Byla také organizátorkou výstav, a to i ve světě. Od roku 1977 byla kurátorkou oddělení fotografie v Muzeu umění v Lodži.

## Dílo
- Fotografia – mowa ludzka
- Fotografia – mowa ludzka. Perspektywy historyczne
- Przygody plastyczne fotografii (1965)
- Od pop artu do sztuki konceptualnej (1973)